# Hypena finga
Hypena finga är en fjärilsart som beskrevs av Swinhoe. Hypena finga ingår i släktet Hypena och familjen nattflyn. Inga underarter finns listade i Catalogue of Life.